# Kinkaku-ji
Kinkaku-ji (金閣寺?   lit. Templo del Pabellón de Oro) es el nombre informal del Rokuon-ji (鹿苑寺, Templo del jardín de los ciervos) en Kioto, Japón. Fue construido originalmente en 1397 como villa de descanso del shōgun Ashikaga Yoshimitsu, llamada Kitayama. Tras su muerte su hijo transformó el edificio en un templo Zen de la secta Rinzai. El templo se quemó varias veces durante la guerra Ōnin (siglo XV) y en 1950, cuando el novicio Hayashi Yoken prendió fuego al edificio. El edificio actual es una reconstrucción. 
Forma parte del conjunto de Monumentos históricos de la antigua Kioto (ciudades de Kioto, Uji y Otsu) declarados Patrimonio de la Humanidad por la Unesco en el año 1994.

## Descripción
El Pabellón Dorado, o Kinkaku, es un edificio de tres plantas ubicado en los terrenos del templo. Las dos plantas superiores del pabellón están recubiertas con hojas de oro puro (También conocido como pan de oro). El primer piso, llamado la Cámara de las Aguas, (Shinden-zukuri), en estilo palacio imperial, evoca la clásica decoración japonesa modulada. Es básicamente una gran habitación rodeada por una baranda. El segundo, llamada la Torre de las Ondas de Viento (Buke-zukuri), es de estilo samurái, un recinto cerrado y con una baranda alrededor que alberga al Bodhisattva Kannon. El tercero, con ventanas, es de estilo templo Zen, y es llamado Kukkyoo-choo, y que alberga una tríada de Budas y 25 figurillas Bodhisattvas.
El pabellón funciona como un shariden, guardando las reliquias del Buda. En el techo está ubicado un fenghuang o "fénix chino" dorado. El nieto de Yoshimitsu utilizó el Kinkaku-ji como inspiración para el Ginkaku-ji, que también es un templo budista, que deseaba recubrir de plata.
El Pabellón Dorado posee un magnífico jardín japonés inmediatamente adyacente. El estanque que se ubica enfrente es llamado Kyōko-chi (Espejo de agua). En el estanque existen numerosas islas y piedras que representan la historia de la creación budista.
En 1950, el pabellón fue incendiado por un monje con sus facultades mentales alteradas; una versión novelada de este evento se encuentra en el libro de Yukio Mishima publicado en 1956 titulado El pabellón de oro. La estructura actual fue construida en 1955. Recientemente, se detectó que la cubierta de laca japonesa estaba algo deteriorada y por ello se aplicó una nueva capa de laca como también un nuevo recubrimiento en hojas de oro, el trabajo se completó en 1987. También, se restauró el interior del edificio y las pinturas del mismo. En el 2003 se restauró el techo.
La zona sobre la que se asienta el Pabellón Dorado alojó hacia el año 1220 una mansión propiedad de Saionji Kintsune.

## Galería de imágenes

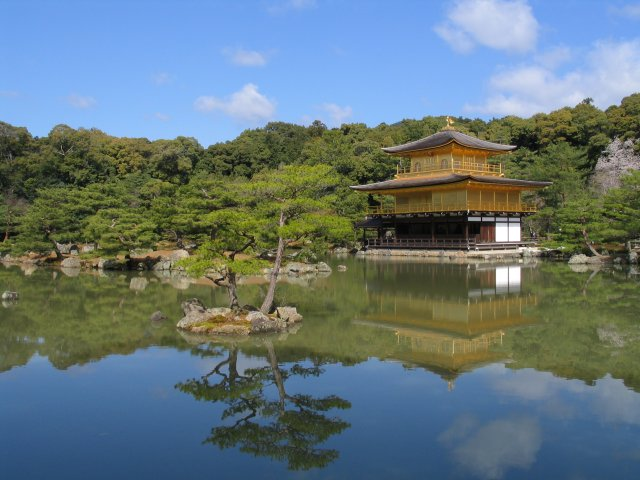
Kinkaku-ji y el agua.
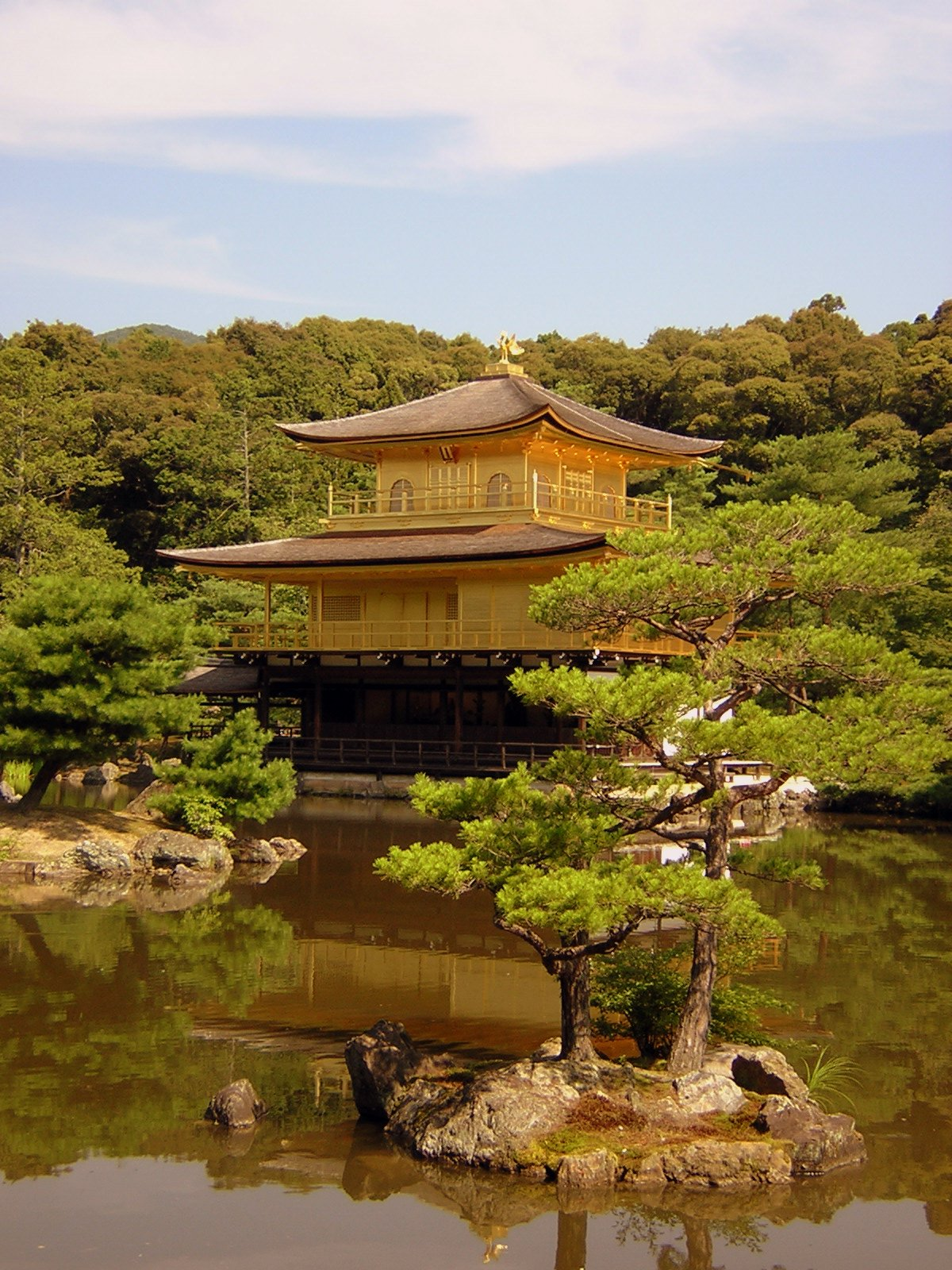
Templo del Pabellón Dorado.
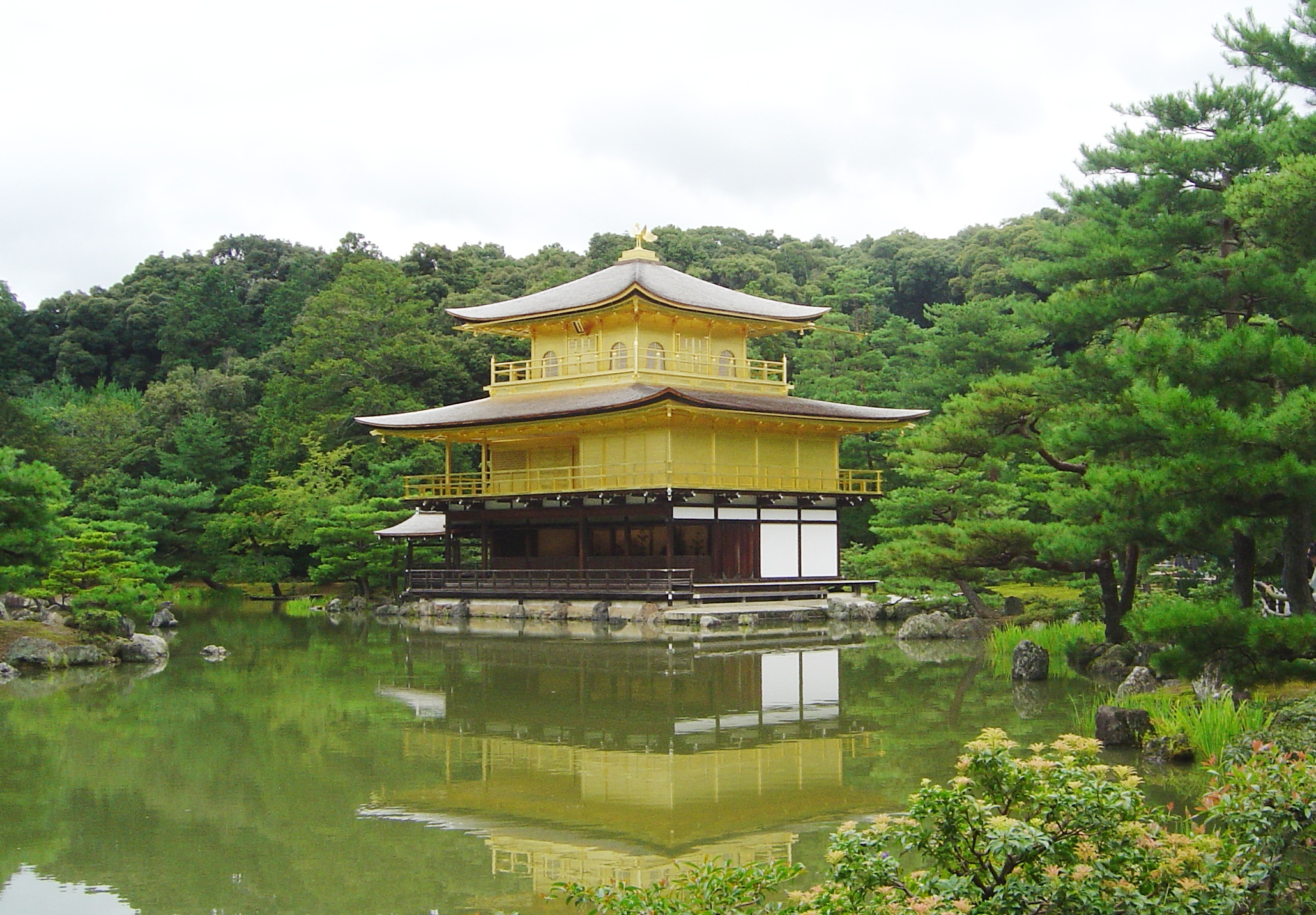
Kinkaku-ji, el Pabellón Dorado.
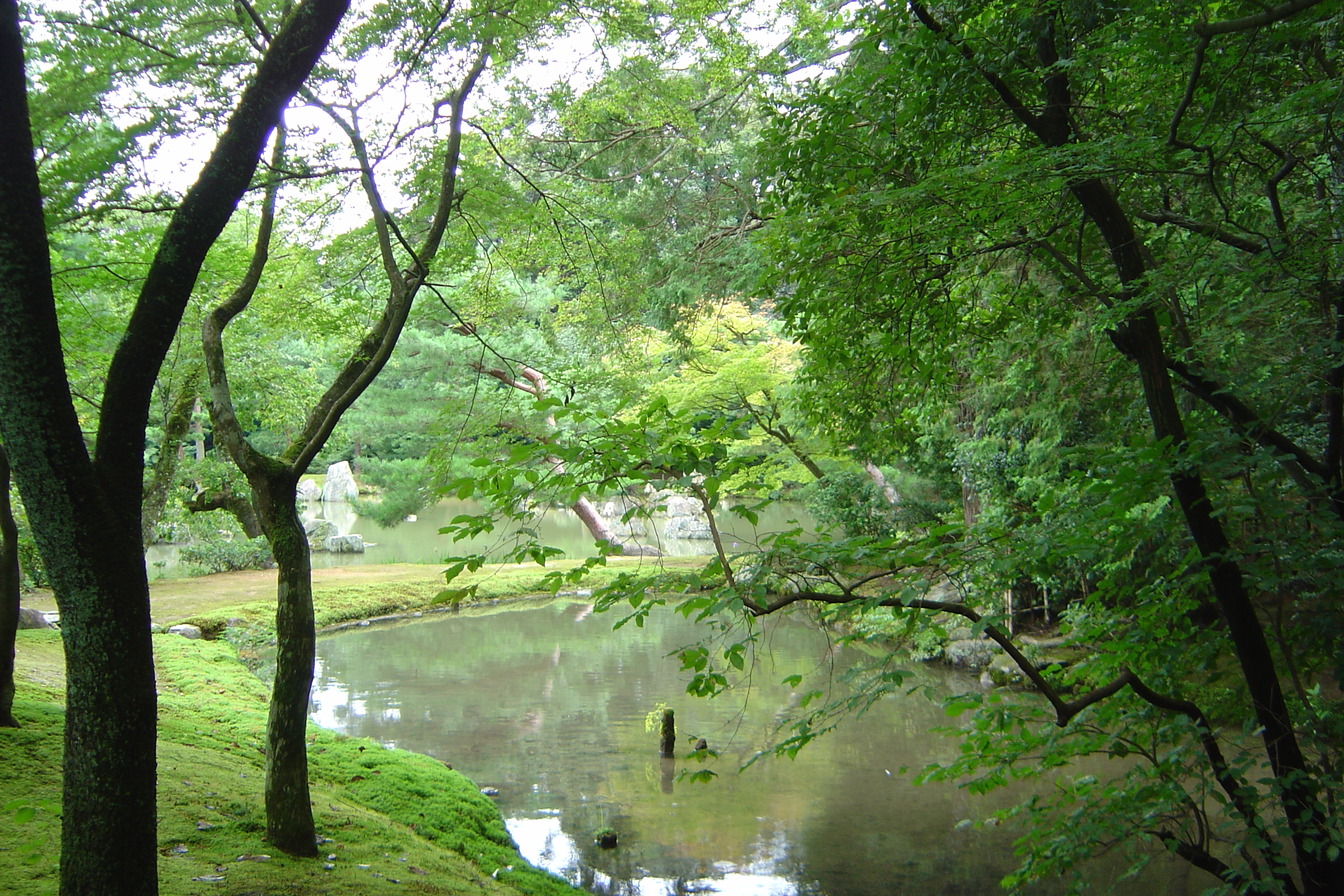
Jardines en Kinkaku-ji.
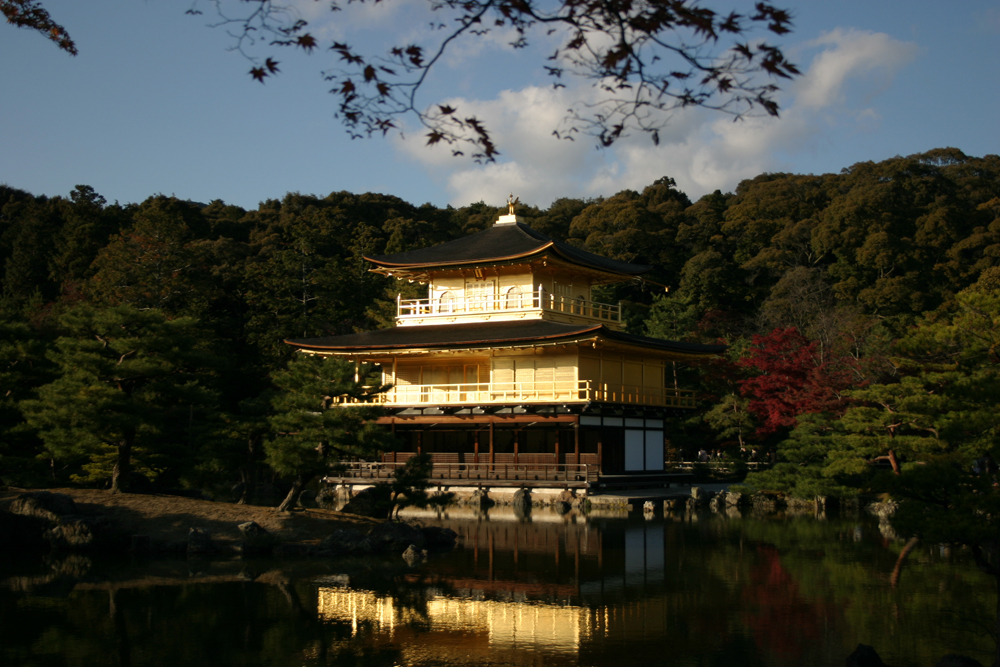
Kinkakuji durante el invierno.
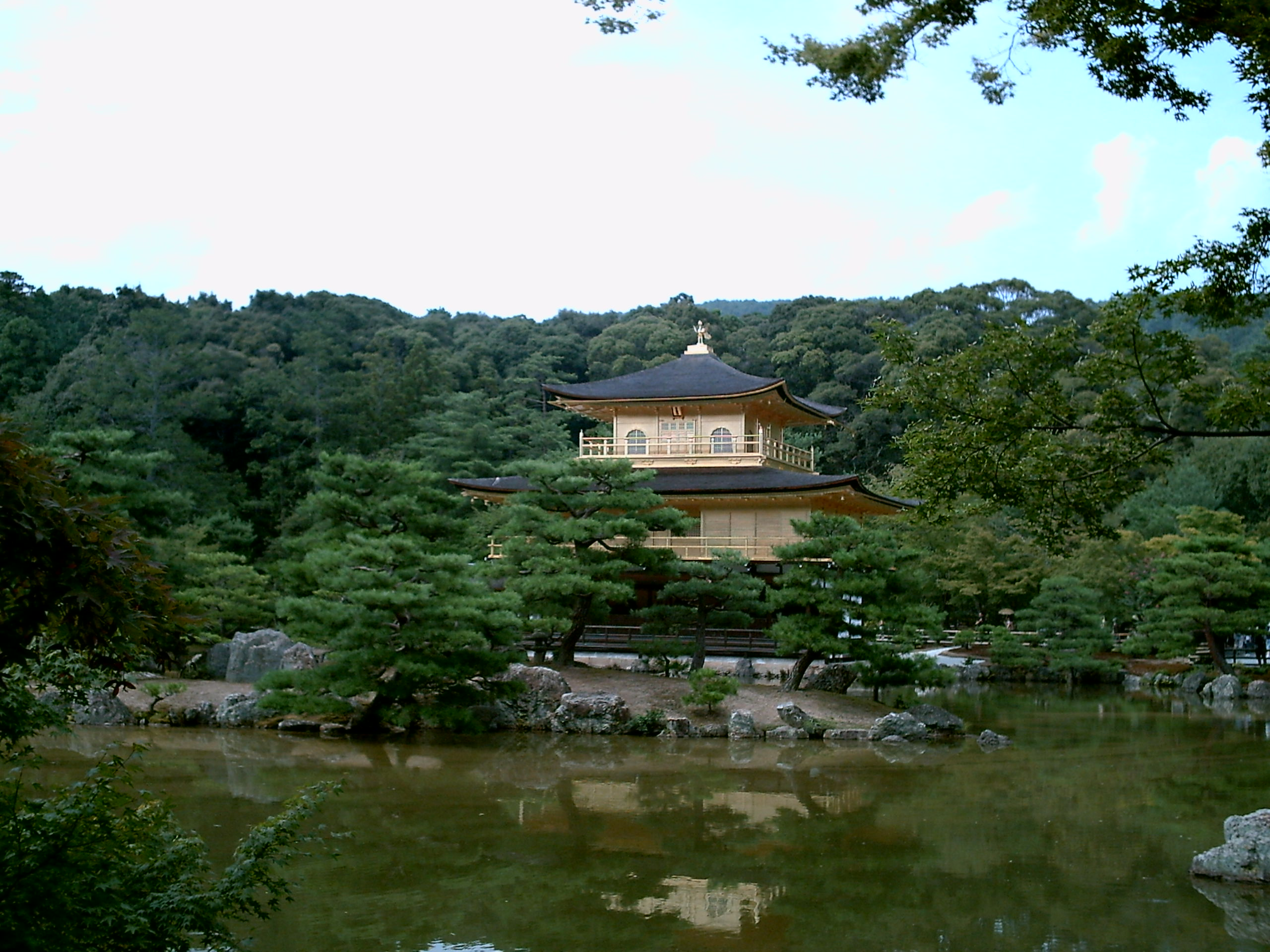
Kinkaku-ji en agosto.
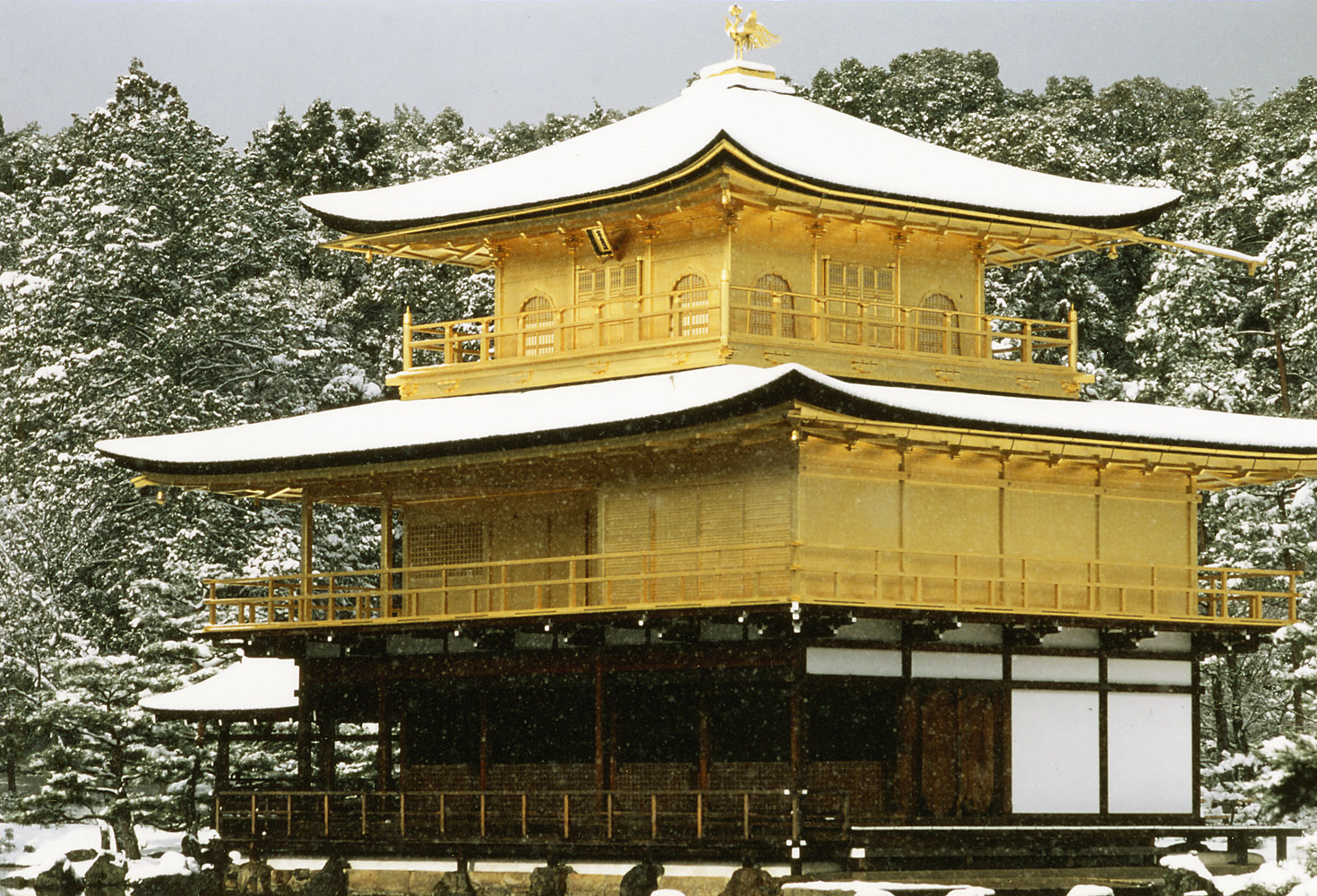
Kinkaku nevado.
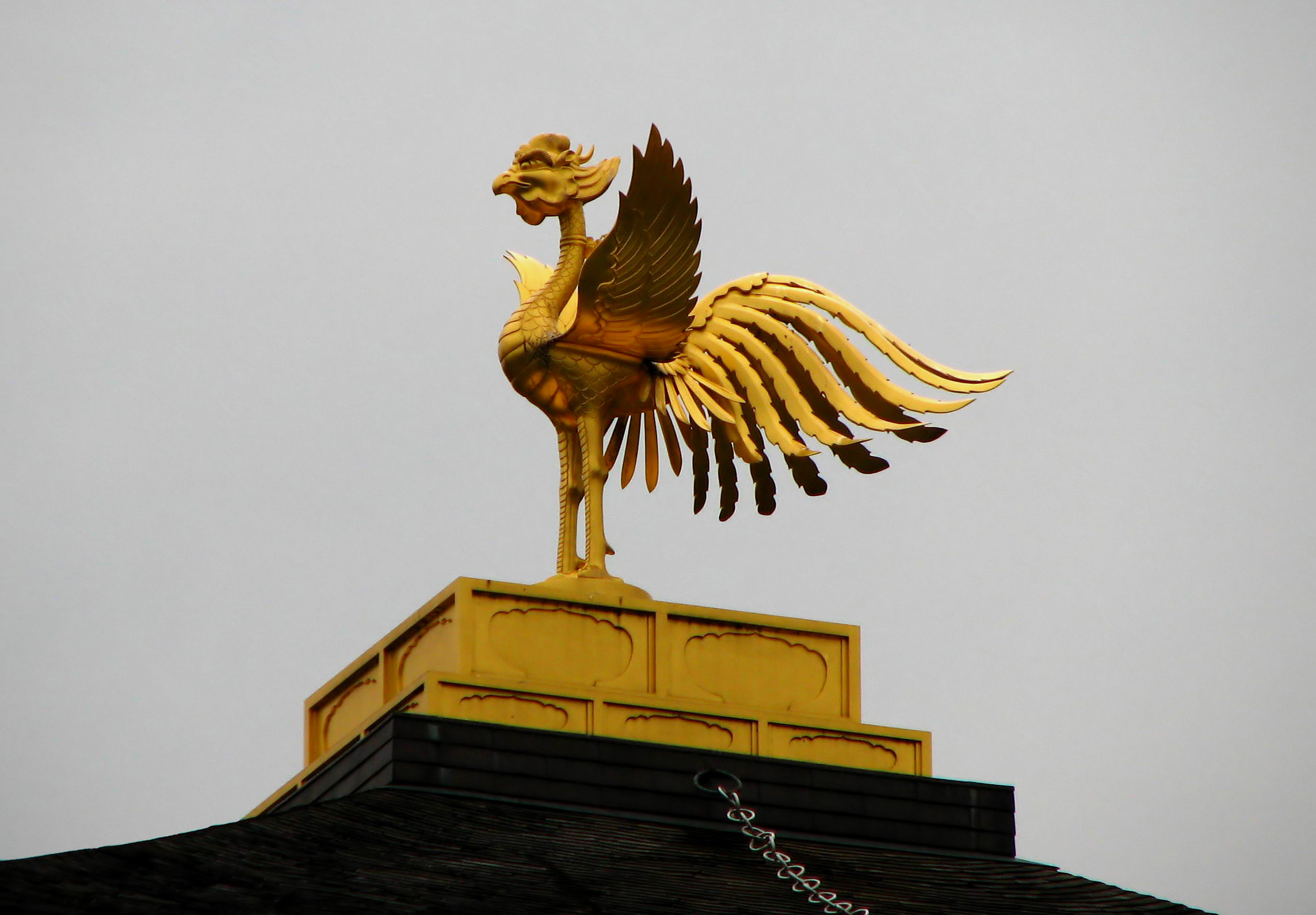
Fénix en la cúpula del templo.